# 土耳其白鱥
土耳其白鱥（学名：Leucalburnus satunini）为輻鰭魚綱鯉形目雅羅魚科的其中一種，該物種主要分布於亞洲土耳其、伊朗庫拉河流域，體長可達17.5公分，棲息在底層水域。